# Cedecea
Genre
Cedecea est un genre de bacilles Gram négatifs (BGN) de la famille des Enterobacteriaceae. Son nom est un néologisme qui fait référence au CDC de la ville d'Atlanta, en Géorgie (USA), où ce genre bactérien a été étudié pour la première fois.

## Taxonomie
Ce genre a été créé en 1981 pour recevoir deux espèces isolées de prélèvements cliniques.
Jusqu'en 2016 il était rattaché par des critères phénotypiques à la famille des Enterobacteriaceae. Malgré la refonte de l'ordre des Enterobacterales par Adeolu et al. en 2016 à l'aide des techniques de phylogénétique moléculaire, Cedecea reste dans la famille des Enterobacteriaceae dont le périmètre redéfini compte néanmoins beaucoup moins de genres qu'auparavant.

## Liste d'espèces
Selon la LPSN (29 octobre 2022) :
- Cedecea davisae Grimont et al. 1981 – espèce type
- Cedecea lapagei Grimont et al. 1981
- Cedecea neteri Farmer et al. 1983